# فینال‌های ان‌بی‌ای ۲۰۰۹
فینال‌های ان‌بی‌ای ۲۰۰۹ دور پایانی رقابت‌های اتحادیهٔ ملی بسکتبال (ان‌بی‌ای) در فصل ۰۹–۲۰۰۸ و پایان‌بخش رقابت‌های حذفی ان‌بی‌ای در ۲۰۰۹ می‌باشد. تیم لس آنجلس لیکرز به عنوان قهرمان کنفرانس غرب در سری بازی‌های بهترین از هفت به دیدار تیم اورلندو مجیک به عنوان قهرمان کنفرانس شرق رفت و با شکست دادن این تیم برای پانزدهمین بار عنوان قهرمانی را به دست آورد. کوبی برایانت نیز به عنوان ارزشمندترین بازیکن بازی‌های پایانی انتخاب شد.

## خلاصه سری
| بازی   | تاریخ            | تیم مهمان      | نتیجه         | تیم میزبان     |
| ------ | ---------------- | -------------- | ------------- | -------------- |
| بازی ۱ | چهارشنبه، ۳ ژوئن | اورلندو مجیک   | ۷۵–۱۰۰ (۰–۱)  | لس آنجلس لیکرز |
| بازی ۲ | یکشنبه، ۷ ژوئن   | اورلندو مجیک   | ۹۶–۱۰۱ (۰–۲)  | لس آنجلس لیکرز |
| بازی ۳ | سه‌شنبه، ۹ ژوئن   | لس آنجلس لیکرز | ۱۰۸–۱۰۴ (۲-۱) | اورلندو مجیک   |
| بازی ۴ | پنج‌شنبه، ۱۱ ژوئن | لس آنجلس لیکرز | ۹۹–۹۱ (۳-۱)   | اورلندو مجیک   |
| بازی ۵ | یکشنبه، ۱۴ ژوئن  | لس آنجلس لیکرز | ۹۹–۸۶ (۴-۱)   | اورلندو مجیک   |

## پیش‌زمینه

### مسیر فینال‌ها
| لس آنجلس لیکرز (قهرمان کنفرانس غرب)                                 | لس آنجلس لیکرز (قهرمان کنفرانس غرب) | اورلندو مجیک (قهرمان کنفرانس شرق) | اورلندو مجیک (قهرمان کنفرانس شرق)                                   |
| ------------------------------------------------------------------- | ----------------------------------- | --------------------------------- | ------------------------------------------------------------------- |
| الگو:2008–09 NBA West standingsسید یکم در غرب، دومین رکورد برتر لیگ | فصل عادی                            | فصل عادی                          | الگو:2008–09 NBA East standingsسید سوم در شرق، ششمین رکورد برتر لیگ |
| پیروزی برابر (۸) یوتا جاز، ۴–۱                                      | دور یکم                             | دور یکم                           | پیروزی برابر (۶) فیلادلفیا سونتی‌سیکسرز، ۴–۲                         |
| پیروزی برابر (۵) هیوستون راکتس، ۴–۳                                 | نیمه‌نهایی‌های کنفرانس                | نیمه‌نهایی‌های کنفرانس              | پیروزی برابر (۲) بوستون سلتیکس، ۴–۳                                 |
| پیروزی برابر (۲) دنور ناگتس، ۴–۲                                    | فینال‌های کنفرانس                    | فینال‌های کنفرانس                  | پیروزی برابر (۱) کلیولند کاوالیرز، ۴–۲                              |

#### سری‌های فصل عادی
اورلندو مجیک در هر دو بازی سری فصل عادی به برتری رسید:
| ۲۰ دسامبر ۲۰۰۸ |

| الگو:NBA Recap |

| لس آنجلس لیکرز ۱۰۳, اورلندو مجیک ۱۰۶ |

| ۱۶ ژانویه ۲۰۰۹ |

| الگو:NBA Recap |

| اورلندو مجیک ۱۰۹, لس آنجلس لیکرز ۱۰۳ |

## خلاصه بازی‌ها
تمامی زمان‌ها بر اساس منطقه زمانی شرقی (یوتی‌سی ۴:۰۰-) می‌باشد.

### بازی ۱
| ۴ ژوئن 9:00 p.m. |

| الگو:NBA Recap Video highlights در یوتیوب |

| اورلندو مجیک ۷۵, لس آنجلس لیکرز ۱۰۰                                  |  |                                                                  |
| امتیاز بر پایه وقت: ۲۴–۲۲, ۱۹–۳۱, ۱۵–۲۹, ۱۷–۱۸                       |  |                                                                  |
| امتیاز: Mickaël Piétrus ۱۴ ریباند: دوایت هاورد ۱۵ پاس : جمیر نلسون ۴ |  | امتیاز: کوبی برایانت ۴۰ ریباند: لمار اودم ۱۴ پاس: کوبی برایانت ۸ |
| لیکرز پیشتاز سری، ۱–۰                                                |  |                                                                  |

### بازی ۲
| ۷ ژوئن 8:00 p.m. |

| الگو:NBA Recap Video highlights در یوتیوب |

| اورلندو مجیک ۹۶, لس آنجلس لیکرز ۱۰۱ (OT)                              |  |                                                                   |
| امتیاز بر پایه وقت: ۱۵–۱۵, ۲۰–۲۵, ۳۰–۲۳, ۲۳–۲۵, وقت اضافه: ۸–۱۳       |  |                                                                   |
| امتیاز: Rashard Lewis ۳۴ ریباند: دوایت هاورد ۱۶ پاس : Rashard Lewis ۷ |  | امتیاز: کوبی برایانت ۲۹ ریباند: پائو گاسول ۱۰ پاس: کوبی برایانت ۸ |
| لیکرز پیشتاز سری، ۲–۰                                                 |  |                                                                   |

### بازی ۳
| ۹ ژوئن 9:00 p.m. |

| الگو:NBA Recap Video highlights در یوتیوب |

| لس آنجلس لیکرز ۱۰۴, اورلندو مجیک ۱۰۸                                |  |                                                                                 |
| امتیاز بر پایه وقت: ۳۱–۲۷, ۲۳–۳۲, ۲۱–۲۲, ۲۹–۲۷                      |  |                                                                                 |
| امتیاز: کوبی برایانت ۳۱ ریباند: Trevor Ariza ۷ پاس : کوبی برایانت ۸ |  | امتیاز: دوایت هاورد، Lewis همگی ۲۱ ریباند: دوایت هاورد ۱۴ پاس: هدایت ترک‌اوغلو ۷ |
| لیکرز پیشتاز سری، ۲–۱                                               |  |                                                                                 |

### بازی ۴
| ۱۱ ژوئن 9:00 p.m. |

| الگو:NBA Recap Video highlights در یوتیوب |

| لس آنجلس لیکرز ۹۹, اورلندو مجیک ۹۱ (OT)                            |  |                                                                       |
| امتیاز بر پایه وقت: ۲۰–۲۴, ۱۷–۲۵, ۳۰–۱۴, ۲۰–۲۴, وقت اضافه: ۱۲–۴    |  |                                                                       |
| امتیاز: کوبی برایانت ۳۲ ریباند: پائو گاسول ۱۰ پاس : کوبی برایانت ۸ |  | امتیاز: هدایت ترک‌اوغلو ۲۵ ریباند: دوایت هاورد ۲۱ پاس: Rashard Lewis ۴ |
| لیکرز پیشتاز سری، ۳–۱                                              |  |                                                                       |

### بازی ۵
| ۱۴ ژوئن 8:00 p.m. |

| الگو:NBA Recap Video highlights در یوتیوب |

| لس آنجلس لیکرز ۹۹, اورلندو مجیک ۸۶                                 |  |                                                                                           |
| امتیاز بر پایه وقت: ۲۶–۲۸, ۳۰–۱۸, ۲۰–۱۵, ۲۳–۲۵                     |  |                                                                                           |
| امتیاز: کوبی برایانت ۳۰ ریباند: پائو گاسول ۱۵ پاس : کوبی برایانت ۵ |  | امتیاز: Rashard Lewis ۱۸ ریباند: دوایت هاورد، Lewis همگی ۱۰ پاس: Lewis, جمیر نلسون همگی ۴ |
| لیکرز برندهٔ سری ۴–۱                                                |  |                                                                                           |

## آمارها
| بخش       | بالاترین                                          | بالاترین          | میانگین        | میانگین        | میانگین        | میانگین      |
| بخش       | بالاترین                                          | بالاترین          | لس آنجلس لیکرز | لس آنجلس لیکرز | اورلندو مجیک   | اورلندو مجیک |
| بخش       | بازیکن                                            | مجموع             | بازیکن         | میانگین.       | بازیکن         | میانگین.     |
| --------- | ------------------------------------------------- | ----------------- | -------------- | -------------- | -------------- | ------------ |
| امتیاز    | کوبی برایانت                                      | ۴۰                | کوبی برایانت   | ۳۲٫۴           | هدایت ترک‌اوغلو | ۱۸٫۰         |
| ریباند    | دوایت هاورد                                       | ۲۱ (وقت اضافه) ۱۵ | پائو گاسول     | ۹٫۲            | دوایت هاورد    | ۱۵٫۲         |
| پاس گل    | کوبی برایانت                                      | ۸                 | کوبی برایانت   | ۷٫۴            | Rashard Lewis  | ۴٫۰          |
| توپ ربایی | دوایت هاورد Mickaël Piétrus                       | ۴ (وقت اضافه) ۳   | Trevor Ariza   | ۱٫۸            | دوایت هاورد    | ۱٫۶          |
| بلاک      | دوایت هاورد مارچین گورتات کوبی برایانت پائو گاسول | ۹ (وقت اضافه) ۴   | پائو گاسول     | ۱٫۸            | دوایت هاورد    | ۴٫۰          |

## آمارهای بازیکنان
لس آنجلس لیکرز
| بازیکن        | GP | GS | MPG  | FG%   | 3FG%  | FT%   | RPG | APG | SPG | BPG | PPG  |
| ------------- | -- | -- | ---- | ----- | ----- | ----- | --- | --- | --- | --- | ---- |
| Trevor Ariza  | ۵  | ۵  | ۳۷٫۶ | ۰٫۳۵۷ | ۰٫۴۱۷ | ۰٫۵۰۰ | ۶٫۰ | ۱٫۶ | ۱٫۸ | ۰٫۲ | ۱۱٫۰ |
| Shannon Brown | ۳  | ۰  | ۵٫۲  | ۰٫۰۰۰ | ۰٫۰۰۰ | ۰٫۰۰۰ | ۰٫۳ | ۰٫۰ | ۰٫۰ | ۰٫۰ | ۰٫۰  |
| Kobe Bryant   | ۵  | ۵  | ۴۳٫۸ | ۰٫۴۳۰ | ۰٫۳۶۰ | ۰٫۸۴۱ | ۵٫۶ | ۷٫۴ | ۱٫۴ | ۱٫۴ | ۳۲٫۴ |
| Andrew Bynum  | ۵  | ۵  | ۱۸٫۹ | ۰٫۳۶۴ | ۰٫۰۰۰ | ۰٫۶۶۷ | ۴٫۲ | ۰٫۶ | ۰٫۴ | ۰٫۶ | ۶٫۰  |
| Jordan Farmar | ۵  | ۰  | ۱۱٫۵ | ۰٫۳۶۸ | ۰٫۱۲۵ | ۱٫۰۰۰ | ۱٫۲ | ۰٫۴ | ۰٫۴ | ۰٫۰ | ۳٫۴  |
| Derek Fisher  | ۵  | ۵  | ۳۵٫۹ | ۰٫۵۰۰ | ۰٫۴۳۸ | ۱٫۰۰۰ | ۳٫۰ | ۱٫۸ | ۱٫۲ | ۰٫۰ | ۱۱٫۰ |
| Pau Gasol     | ۵  | ۵  | ۴۲٫۵ | ۰٫۶۰۰ | ۰٫۰۰۰ | ۰٫۷۷۸ | ۹٫۲ | ۲٫۲ | ۰٫۸ | ۱٫۸ | ۱۸٫۶ |
| D. J. Mbenga  | ۳  | ۰  | ۲٫۰  | ۰٫۰۰۰ | ۰٫۰۰۰ | ۰٫۰۰۰ | ۰٫۳ | ۰٫۰ | ۰٫۰ | ۰٫۳ | ۰٫۰  |
| Lamar Odom    | ۵  | ۰  | ۳۳٫۸ | ۰٫۵۴۲ | ۰٫۵۰۰ | ۰٫۶۸۸ | ۷٫۸ | ۰٫۸ | ۱٫۰ | ۱٫۰ | ۱۳٫۴ |
| Josh Powell   | ۲  | ۰  | ۵٫۵  | ۰٫۵۰۰ | ۱٫۰۰۰ | ۰٫۰۰۰ | ۲٫۰ | ۰٫۵ | ۰٫۰ | ۰٫۰ | ۲٫۵  |
| Sasha Vujačić | ۵  | ۰  | ۴٫۴  | ۰٫۰۰۰ | ۰٫۰۰۰ | ۰٫۰۰۰ | ۰٫۴ | ۰٫۴ | ۰٫۰ | ۰٫۰ | ۰٫۰  |
| Luke Walton   | ۵  | ۰  | ۱۵٫۲ | ۰٫۸۰۰ | ۰٫۰۰۰ | ۰٫۵۰۰ | ۲٫۰ | ۱٫۰ | ۰٫۲ | ۰٫۰ | ۳٫۸  |

اورلندو مجیک
| بازیکن          | GP | GS | MPG  | FG%   | 3FG%  | FT%   | RPG  | APG | SPG | BPG | PPG  |
| --------------- | -- | -- | ---- | ----- | ----- | ----- | ---- | --- | --- | --- | ---- |
| Rafer Alston    | ۵  | ۵  | ۲۹٫۵ | ۰٫۳۶۸ | ۰٫۱۵۸ | ۰٫۸۰۰ | ۲٫۲  | ۳٫۰ | ۰٫۸ | ۰٫۰ | ۱۰٫۶ |
| Tony Battie     | ۵  | ۰  | ۷٫۰  | ۰٫۴۵۵ | ۰٫۰۰۰ | ۰٫۰۰۰ | ۰٫۸  | ۰٫۴ | ۰٫۰ | ۰٫۴ | ۲٫۰  |
| Marcin Gortat   | ۵  | ۰  | ۱۰٫۷ | ۰٫۴۶۷ | ۰٫۰۰۰ | ۰٫۵۰۰ | ۲٫۶  | ۰٫۰ | ۰٫۴ | ۱٫۰ | ۳٫۲  |
| Dwight Howard   | ۵  | ۵  | ۴۲٫۶ | ۰٫۴۸۸ | ۰٫۰۰۰ | ۰٫۶۰۳ | ۱۵٫۲ | ۲٫۲ | ۱٫۶ | ۴٫۰ | ۱۵٫۴ |
| Courtney Lee    | ۵  | ۵  | ۱۷٫۶ | ۰٫۳۷۵ | ۰٫۱۸۲ | ۰٫۷۵۰ | ۱٫۴  | ۰٫۲ | ۰٫۶ | ۰٫۰ | ۵٫۸  |
| Rashard Lewis   | ۵  | ۵  | ۴۲٫۵ | ۰٫۴۰۵ | ۰٫۴۰۰ | ۰٫۸۴۶ | ۷٫۶  | ۴٫۰ | ۰٫۸ | ۰٫۰ | ۱۷٫۴ |
| Jameer Nelson   | ۵  | ۰  | ۱۸٫۰ | ۰٫۳۴۸ | ۰٫۱۶۷ | ۰٫۵۰۰ | ۱٫۴  | ۲٫۸ | ۰٫۲ | ۰٫۰ | ۳٫۸  |
| Mickaël Piétrus | ۵  | ۰  | ۲۸٫۰ | ۰٫۴۷۵ | ۰٫۳۳۳ | ۰٫۷۸۶ | ۲٫۰  | ۰٫۴ | ۰٫۶ | ۰٫۲ | ۱۰٫۶ |
| J. J. Redick    | ۴  | ۰  | ۱۶٫۳ | ۰٫۴۰۰ | ۰٫۴۵۵ | ۱٫۰۰۰ | ۰٫۵  | ۲٫۰ | ۰٫۳ | ۰٫۰ | ۵٫۵  |
| Hedo Türkoğlu   | ۵  | ۵  | ۴۱٫۱ | ۰٫۴۹۲ | ۰٫۴۳۸ | ۰٫۷۴۲ | ۴٫۶  | ۳٫۸ | ۰٫۸ | ۰٫۴ | ۱۸٫۰ |

## پخش‌کننده‌ها
ABC در ایالات متحده و TSN در کانادا بازی‌های دور پایانی را پخش کردند. فهرست پخش‌کننده‌های دیگر فینال‌های ان‌بی‌ای ۲۰۰۹ در سطح جهانی در این‌جا آمده‌است:
| - آرژانتین: تلویزیون عمومی - استرالیا: ESPN و ONE HD - بلژیک: Be 1 و Prime Sport 1 - بلیز: Great Belize Television و Tropical Vision Limited - بوسنی و هرزگوین: OBN - برزیل: ESPN Latin America - شیلی: ESPN Latin America - چین: CCTV-5, چندین پخش‌کننده استانی - قبرس: Lumiere TV - دانمارک: DK4 Sport - دومینیکن: Antena Latina - السالوادور: اسکای مکزیک - فنلاند: Urheilukanava - فرانسه: کانال+, اورانژ اس.ای. - یونان: Sport+ - هنگ کنگ: ای‌اس‌پی‌ان، Cable TV Hong Kong Sports Channel, Star Sports, تی‌وی‌بی - مجارستان: Sport1, Sport2 - ایسلند: Stöð 2 Sport - هند: ای‌اس‌پی‌ان - اندونزی: ای‌اس‌پی‌ان، JakTV - ایتالیا: اسکای ایتالیا | - اسرائیل: Sport 5 - ژاپن: J Sports Plus, ان‌اچ‌کی، SkyPerfecTV - کرهٔ جنوبی: SBS Sports, Star Sports - لتونی: LTV7 - مکزیک: ESPN Dos - شمال آفریقا: aljazeera sport +3 - هلند: Sport1 - عمان: NBA TV - پرو: ESPN Latin America, CMD - فیلیپین: C/S 9, Basketball TV - لهستان: Canal+Sport1 - پرتغال: Sport TV 1 - روسیه: NBA TV - اسپانیا: Canal +, کواترو - سوئد: TV4 AB - تایوان: Videoland - تایلند: ای‌اس‌پی‌ان - ترینیداد و توباگو: ای‌اس‌پی‌ان - ترکیه: NTV - بریتانیا: Five / Setanta Sports 2 - ونزوئلا: Sport Plus |